# Cyclocross-Weltmeisterschaften 1971
Die Cyclocross-Weltmeisterschaften 1971 wurden am 28. Februar im niederländischen Apeldoorn ausgetragen, und zwar im Waldgebiet Orderbos mit seinem Sportpark westlich der Stadt.

## Ergebnisse

### Profis
| Platz | Land    | Sportler          |
| ----- | ------- | ----------------- |
| 1     | Belgien | Erik De Vlaeminck |
| 2     | Belgien | Albert Van Damme  |
| 3     | Belgien | René De Clercq    |

### Amateure

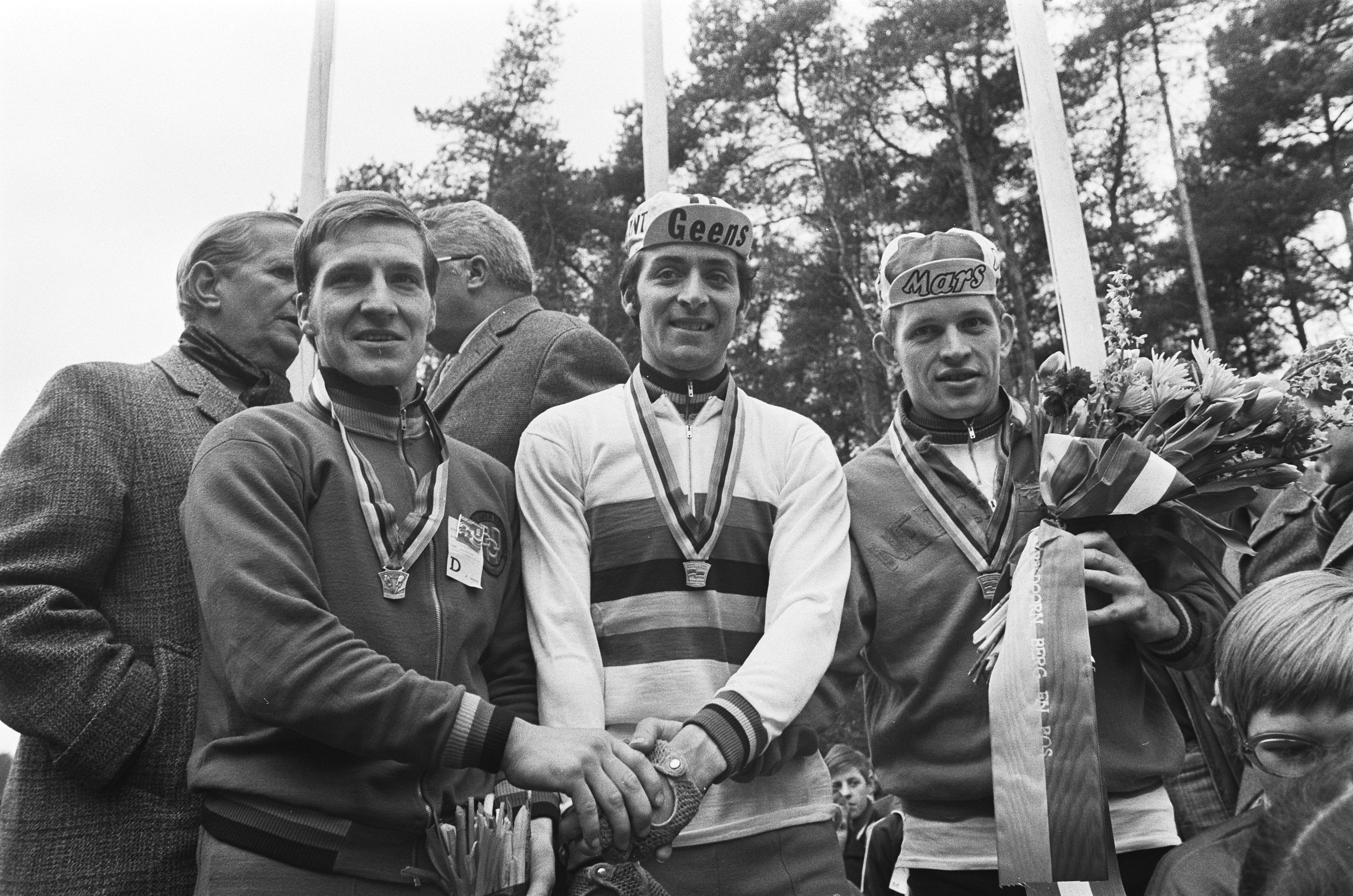
Siegerehrung der Amateure, auf dem Siegerpodest stehen (v. l. n. r.) Dieter Uebing, Robert Vermeire und Jacques Spetgens

| Platz | Land        | Sportler         |
| ----- | ----------- | ---------------- |
| 1     | Belgien     | Robert Vermeire  |
| 2     | Deutschland | Dieter Uebing    |
| 3     | Niederlande | Jacques Spetgens |